# Günter Tinnefeld
Günter Tinnefeld (* 28. Juli 1957) ist ein ehemaliger deutscher Fußballspieler, der von 1978 bis 1986 in der 2. Fußball-Bundesliga für die SG Wattenscheid 09 274 Spiele absolvierte und dabei sieben Tore erzielte. Damit liegt Tinnefeld in der Wattenscheider Einsatzliste für die 2. Liga auf Platz drei hinter Gerhard Drews (314) und Peter Kunkel (310).

## Karriere
Günter Tinnefeld kam 1978 vom Dinslakener Vorortverein VfB Lohberg an die Wattenscheider Lohrheide und eroberte sich unter Trainer Hubert Schieth sogleich einen Stammplatz. In seiner ersten Zweitligasaison 1978/79 bestritt „Tinne“ 35 Spiele und gehörte damit neben Torhüter Manfred Behrendt, Peter Wloka, Detlev Kudella und Michael Jakobs zum festen Kern der 09er-Mannschaft. 1979/80 gelang ihm mit Wattenscheid mit Tabellenrang fünf die bislang beste Platzierung und ein Jahr darauf schaffte man die Qualifikation für die neue eingleisige 2. Bundesliga. Auch unter Neu-Trainer Fahrudin Jusufi hatte Günter Tinnefeld einen Stammplatz im Mittelfeld sicher, wo er als lauffreudiger Malocher wie eine Klette an den gegnerischen Spielmachern hing. Für den Verein aus der Lohrheide war er noch bis zur Saison 1985/86 aktiv, zum Abschied landete er mit seinem Klub auf dem neunten Platz.
Nach Beendigung seiner Spielerkarriere wurde Günter Tinnefeld zunächst Co-Trainer der SG Wattenscheid 09. Nach einem Engagement beim SV Rotthausen übernahm er 1993 den Verbandsligisten SuS 09 Dinslaken und führte ihn 1994 in die Oberliga Nordrhein. 2001 stieg er mit Hamborn 07 ebenfalls in die Oberliga auf.